# Myanmar National Airlines
Pour les articles homonymes, voir MNA.
Myanmar National Airlines (en Birman « မြန်မာအမျိုးသားလေကြောင်း ») (MNA - code IATA : UB, code OACI : UBA) est une compagnie aérienne birmane.
Elle a été fondée le 15 septembre 1948 sous le nom d'Union of Burma Airways et renommée Burma Airways Corporation en 1972. Lorsqu'en 1988 la Birmanie a été officiellement renommée Union du Myanmar, elle a pris le nom de Myanmar Airways (1er avril 1989). Le nom actuel date de 2014.
Myanmar Airways International (MAI) est lancée en août 1993 en partenariat entre Myanmar Airways et Highsonic Enterprises de Singapour, avec le soutien de Royal Brunei Airlines, pour les vols internationaux. C'est aujourd'hui une compagnie indépendante. Pendant ce temps, Myanmar Airways a continué ses opérations comme un transporteur purement domestique pour la population locale.

## Flotte
En janvier 2023, la compagnie est composée de, : 